# Lionel Medeiros
Lionel Medeiros (* 14. April 1977 in Orléans) ist ein ehemaliger portugiesischer Fußballspieler.
Der Abwehrspieler gehörte bis 1998 dem französischen Verein US Orléans an. Dann ging er zum Varzim SC nach Portugal. Mit dem Klub stieg er 2001 in die Primeira Liga auf. Von 2002 bis 2006 stand er bei Vitória Guimarães unter Vertrag und in der Saison 2006/07 bei Académica de Coimbra. 2007 zog es ihn nach Zypern. Zuerst war er ein Jahr bei Omonia Nikosia und dann bei APOP Kinyras Peyias. Im Oktober 2008 wurde er bei einer Dopingkontrolle positiv auf Oxymesteron getestet und für ein Jahr gesperrt.